# Championnats du monde de descente de canoë-kayak 2013
Navigation
Championnats du monde de descente 2012 Championnats du monde de descente 2014
Les 30e championnats du monde de descente en canoë-kayak de 2013 se sont tenus à Solkan, en Slovénie, sous l'égide de la Fédération internationale de canoë.
Seul le sprint est couru au cours de ce championnat du monde.

## Podiums

### K1
| Rang               | Athlète        | Pays     | Temps   |
| ------------------ | -------------- | -------- | ------- |
| Médaille d'or      | Maxime Richard | Belgique | 1:01.50 |
| Médaille d'argent  | Nejc Znidarcic | Slovénie | 1:02.10 |
| Médaille de bronze | Richard Hala   | Tchéquie | 1:02.26 |

| Rang               | Athlète                                     | Pays     | Temps   |
| ------------------ | ------------------------------------------- | -------- | ------- |
| Médaille d'or      | Tomas Slovak Richard Hala Karel Slepica     | Tchéquie | 1:04.80 |
| Médaille d'argent  | Theo Devard Quentin Bonnetain Clément Faure | France   | 1:05.06 |
| Médaille de bronze | Vid Debeljak Tim Kolar Nejc Znidarcic       | Slovénie | 1:05.51 |

| Rang               | Athlète           | Pays        | Temps   |
| ------------------ | ----------------- | ----------- | ------- |
| Médaille d'or      | Hannah Brown      | Royaume-Uni | 1:08.13 |
| Médaille d'argent  | Melanie Mathys    | Suisse      | 1:08.95 |
| Médaille de bronze | Sixtine Malaterre | France      | 1:09.08 |

| Rang               | Athlète                                              | Pays      | Temps   |
| ------------------ | ---------------------------------------------------- | --------- | ------- |
| Médaille d'or      | Claire Bren Sixtine Malaterre Manon Hostens          | France    | 1:10.54 |
| Médaille d'argent  | Manuela Stöberl Brigit Bach Sabine Fuesser           | Allemagne | 1:11.62 |
| Médaille de bronze | Andrea Merola Costanza Bonaccorsi Cristina Favaretto | Italie    | 1:12.39 |

### C1
| Rang               | Athlète            | Pays      | Temps   |
| ------------------ | ------------------ | --------- | ------- |
| Médaille d'or      | Normen Weber       | Allemagne | 1:08.05 |
| Médaille d'argent  | Guillaume Alzingre | France    | 1:08.66 |
| Médaille de bronze | Blaz Cof           | Slovénie  | 1:09.04 |

| Rang               | Athlète                                               | Pays      | Temps   |
| ------------------ | ----------------------------------------------------- | --------- | ------- |
| Médaille d'or      | Guillaume Alzingre Tanguy Marquer Stephane Santamaria | France    | 1:12.02 |
| Médaille d'argent  | Ondrej Rolenc Lukas Novosad Antonin Hales             | Tchéquie  | 1:12.61 |
| Médaille de bronze | Normen Weber Tim Heilinger Dominik Pesch              | Allemagne | 1:12.84 |

| Rang               | Athlète             | Pays   | Temps   |
| ------------------ | ------------------- | ------ | ------- |
| Médaille d'or      | Marjolaine Hecquet  | France | 1:16.77 |
| Médaille d'argent  | Julie Paoletti      | France | 1:20.22 |
| Médaille de bronze | Sabine Eichenberger | Suisse | 1:20.47 |

### C2
| Rang               | Athlète                   | Pays     | Temps   |
| ------------------ | ------------------------- | -------- | ------- |
| Médaille d'or      | Luka Bozic Saso Taljat    | Slovénie | 1:07.21 |
| Médaille d'argent  | Blaz Cof Simeon Hocevar   | Slovénie | 1:07.77 |
| Médaille de bronze | Jan Stastny Ondrej Rolenc | Tchéquie | 1:07.79 |

| Rang               | Athlète                                                                                               | Pays     | Temps   |
| ------------------ | --- | -------- | ------- |
| Médaille d'or      | Guillaume Alzingre / Yann Claudepierre Damien Guyonnet / Gaetan Guyonnet Frederic Leclerc / Rémi Pété | France   | 1:09.94 |
| Médaille d'argent  | Peter Znidarsic / Luka Zganjar Blaz Cof / Simeon Hocevar Luka Bozic / Saso Taljat                     | Slovénie | 1:10.26 |
| Médaille de bronze | Yann Stastny / Ondrej Rolenc Michal Sramek / Lukas Tomek Roman Mornstejn / Petr Vesely                | Tchéquie | 1:11.22 |

## Tableau des médailles
| Rang  | Nation      | Or | Argent | Bronze | Total |
| ----- | ----------- | -- | ------ | ------ | ----- |
| 1     | France      | 4  | 3      | 1      | 8     |
| 2     | Slovénie    | 1  | 3      | 2      | 6     |
| 3     | Tchéquie    | 1  | 1      | 3      | 5     |
| 4     | Allemagne   | 1  | 1      | 1      | 3     |
| 5     | Suisse      | 0  | 1      | 1      | 2     |
| 6     | Belgique    | 1  | 0      | 0      | 1     |
| -     | Royaume-Uni | 1  | 0      | 0      | 1     |
| -     | Italie      | 0  | 0      | 1      | 1     |
| Total | Total       | 9  | 9      | 9      | 27    |